# Кодак Юрій Степанович
Кодак Юрій Степанович (справжнє прізвище Панасенко; 1 серпня 1916 Миргород — 1 грудня 1991, Оттава
) — українсько-канадський архітектор, скульптор, іконописець. Син письменника Степана Васильченка.

## Життєпис
Народився 1916 року в Миргороді в родині Степана і Килини Панасенків (батько Юрія був відомим письменником і взяв собі псевдонім Васильченко)
1940 року закінчив Київський Художній Інститут (викладачі Володимир Заболотний, Василь Кричевський).
Під час Другої світової війни потрапив до німецького полону. В 1945 році був звільнений американськими військами.
1948 року переїхав до Канади. Помер 1991 року.

## Творчий доробок
У своїй творчості Юрій Кодак поєднував українське бароко із модерністичним трактуванням і відповідним застосуванням сучасних матеріалів.
За проектами Юрія Кодака збудовано храми у Канаді, зокрема Святого Володимира (1952) у Гамільтоні, Церква Святого Духа у Реджайна , Пресвятої Богородиці (1972) у Берлінгтоні, Святого Димитрія у Торонто, румунську православну церкву в Монреалі; у США — церкву-пам'ятник жертвам голодомору 1932–33 в Україні (1956–64) у Бавнд-Бруку, святого Андрія у Бостоні, святого Володимира у Чикаго.

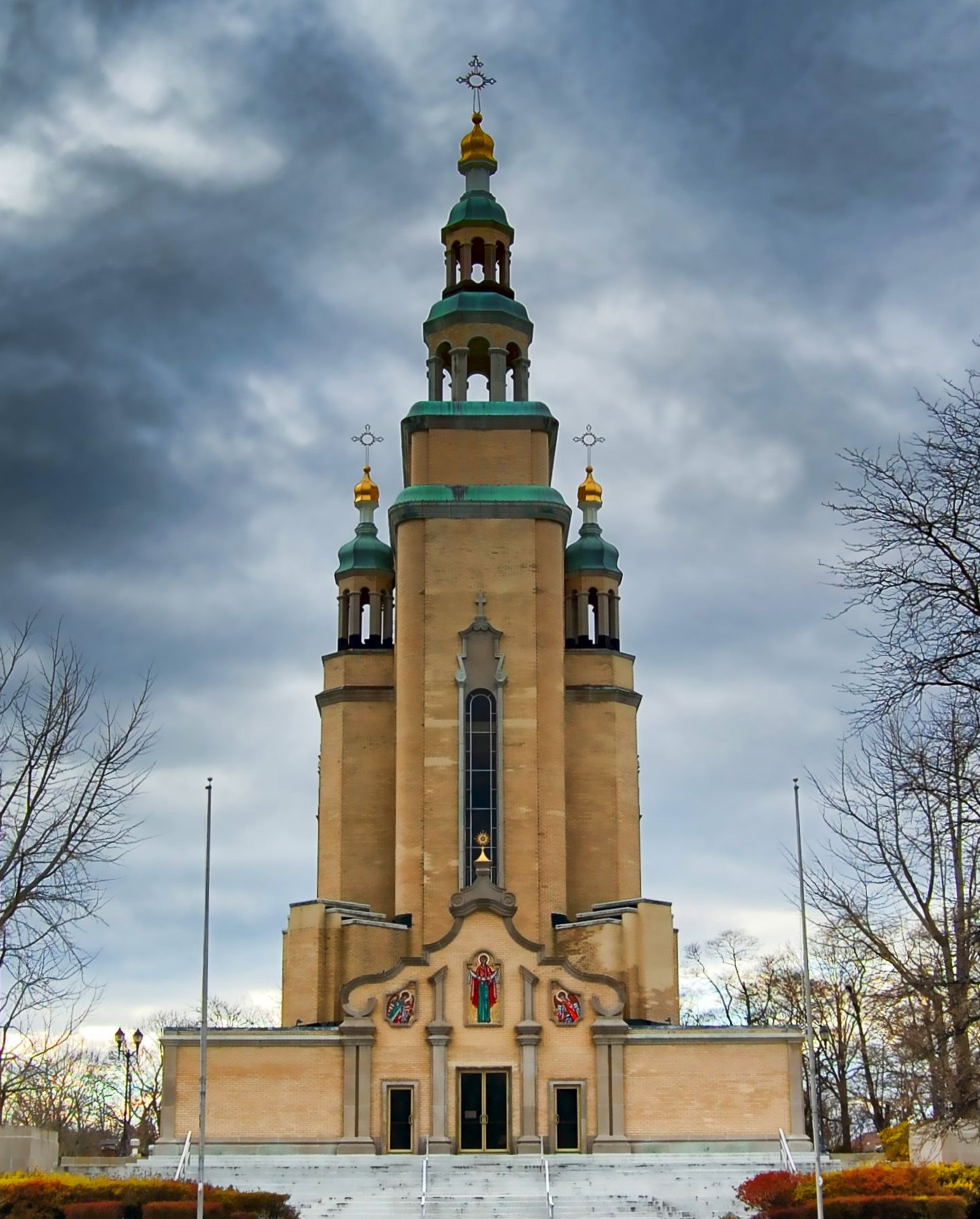
Собор святого Андрія Первозванного (Саут-Баунд-Брук), 1955—1965

Також Юрій Кодак Споруджував школи для ескімосів на півночі Канади (1963–70). Проектував і різьбив іконостаси, царські ворота, малював ікони.
Кодак — автор панно, присвяченого 75-річчю поселення українців у Канаді, проектів кількох державних будинків пошти, низки картин і скульптур на українську тематику.